# Thoissey
Thoissey – miejscowość i gmina we Francji, w regionie Owernia-Rodan-Alpy, w departamencie Ain.

## Demografia
Według danych na styczeń 2012 roku gminę zamieszkiwało 1607 osób, a gęstość zaludnienia wynosiła 1147,9 osób/km².

## Współpraca
Miejscowość partnerska:
- Mons, Belgia